# Montefino
Montefino là một đô thị và thị xã của Ý. Đô thị này thuộc tỉnh Teramo trong vùng Abruzzo. Montefino có diện tích km2, dân số theo ước tính năm 2010 của Viện thống kê quốc gia Ý là người. 
Montefino nằm trên một ngọn đồi cao 375 mét nhìn ra thung lũng Fino nơi trồng ô liu và các loại ngũ cốc.
Các đơn vị dân cư: Bozza, Brecciata, Crocetta Santa Maria, Floriano, Manzitti, Marciano, Muraglie.
Đô thị Montefino giáp với các đô thị: